# Municipio de Robbinsville
El municipio de Robbinsville (en inglés: Robbinsville Township) es un municipio ubicado en el condado de Mercer en el estado estadounidense de Nueva Jersey. En el año 2010 tenía una población de 13.642 habitantes y una densidad poblacional de 256,91 personas por km².

## Geografía
El municipio de Robbinsville se encuentra ubicado en las coordenadas 40°13′16″N 74°36′8″O / 40.22111, -74.60222.

## Demografía
Según la Oficina del Censo en 2000 los ingresos medios por hogar en el municipio eran de $71,377 y los ingresos medios por familia eran $90,878. Los hombres tenían unos ingresos medios de $61,589 frente a los $44,653 para las mujeres. La renta per cápita para la localidad era de $35,529. Alrededor del 3.7% de la población estaba por debajo del umbral de pobreza.